# Funhouse (песня)
«Funhouse» (рус. Дом веселья) — песня, записанная американской певицей Пинк. Она стала четвёртым мировым синглом из одноимённого альбома певицы. Трек был написан самой Пинк, Джимми Гарри и Тони Канэлом, который стал продюсером песни. Как и многие другие песни из альбома, повествует о расставании Пинк с мотокроссером Кэри Хартом.

## Отзывы критиков и промоушен
Отзывы критиков о "Funhouse" были позитивными. Песню оценили как один из музыкальных лирических шедевров альбома. There's More Where That Came From' дал песне статус «А», у «Funhouse» есть энергия песни «So What», но превосходит на пол-оборота, где песня переходит на рокерский лад. Кое-что мы не видели от Pink со времен «Trouble» 2003 года!" Billboard также дал позитивный отзыв, сказав: «Pink снова показала свою многосторонность в этом смешанном номере, который собрал блюз, фанк и рок-вокальные стили, с которыми другие поп-звезды могли бы справиться. Певица высказывается с полной силой, столкнувшись с энергичными гитарными аккордами и штрихами синтезатора», поставив ей 81% одобрения.
Pink исполнила песню 16 сентября 2009 на концертной сцене Jimmy Kimmel Live.

## Появление в чарте
"Funhouse" стал для Pink шестнадцатым синглом топ-10 в Австралии, достигнув пика на 6 строке в чарте 2 августа 2009. Песня стала также для Pink  пятым подряд синглом #1 в Australian Airplay Chart, со всеми предыдущими четырьмя синглами с Funhouse, достигшими также #1.
В Новой Зеландии песня дебютировала на 18 строке 3 августа 2009, став для Pink 5 подряд хитом топ-20 из альбома Funhouse. Потом достигла пика на 15 строке.
Она также сделала дебют в Turkey Top 20 Chart на 25 строке. "Funhouse" впервые появилась в UK Singles Chart 5 июля 2009 на 155 строке. Поднялась на 30 мест до 125 через неделю. Пик состоялся на 29 строке. Также в Великобритании песня была добавлена в B List плей-листа Radio 1. Ожидалось, что сингл за несколько недель поднимется за счет физического релиза.
4 августа 2009, "Funhouse" дебютировал в Dutch Top 40 на 31 строке, став таким образом её 19 входом в чарт.
"Funhouse" дебютировал в Canadian Hot 100 на #80 и достиг пика на #21.
Песня была выпущена 25 августа 2009 в США, и 3 октября песня дебютировала на 23 строке в чарте Bubbling Under Hot 100. На следующей неделе песня дебютировала в Billboard Hot 100 на #97 и достигла пика на #44.

## Клип

Pink вместе с «злым клоуном» в клипе «Funhouse»

Режиссёром клипа стал Дэйв Иейерс и вышел в свет 20 июня 2009 в Великобритании на 4music в 11:00 утра. Тони Канэл из No Doubt также был соавтором и продюсером песни, и появился в клипе, играя на пианино.
Клип был снят на пустыре, который потом как выясняется, является остатками дома, который все ещё горит. Там есть «злые клоуны» по всей площади, которые подбирают обломки и играют на инструментах в группе.
Клип начинается, когда камера идет близко к земле, показывая несколько могилу «Элвиса». Pink появляется из старого пустого бассейна, и начинает петь первый куплет. Дальше она пихает ногой унитаз и поднимает фотографии в рамке. Она отбрасывает её. Она проходит мимо тостера, и теперь становится видно, что она в сгоревшем доме. Она танцует рядом с некоторыми «злыми клоунами». Показывается больше сгоревших остатков от здания. Она поднимет обуглившуюся палку и отбрасывает её. Потом «злой клоун» поворачивается вокруг камеры и камера становится прямо близко к его лицу. Она начинает обратный отсчет с 9. (Она быстро показывает свой средний палец на 5, но на многих версиях клипа это замазано). Она движется к столу и делает маленький глоток красной жидкости, но ей становится противно, и она выбрасывает его.она запрыгивает на матрас, прикрепленный цепями, который тащат два «злых клоуна». Она сходит с матраса и поднимается на сгоревший дом веселья. Там показаны три «злых клоуна» (Двое общаются мимически между собой, а третий играет на гитаре.) Она подходит к клоуну, играющему на гитаре и танцует с ним. Она снова начинает отсчет с 9. Потом выползает из проема двери для собачки, а один из клоунов играет на пианино. (На этом клоуне нет маски.) Pink движется к мотоциклу и одевает солнечные очки и кожаную куртку. На фоне звучит голос (Вероятно, принадлежит Pink) начинает отсчет назад с 9. Как только она отъезжает на мотоцикле, дом взрывается. Потом она едет на мотоцикле и заканчивается песня.

## Список композиций
- 5"SCD

1. "Funhouse" (Альбомная Версия) - 3:27
2. "Funhouse" (Digital Dog Remix) - 5:57

## Чарты
"Funhouse" дебютировал в Billboard Hot 100 на #97 и достиг пика на #44. 9 января 2010 "Funhouse" снова вошёл в Hot 100 на #79, и снова вошёл на #39 в Австралии.
| Чарт (2009)                      | Наивысшая позиция |
| -------------------------------- | ----------------- |
| Australian Singles Chart         | 6                 |
| Austria Top 40                   | 7                 |
| Belgian Singles Chart (Flanders) | 22                |
| Belgian Singles Chart (Wallonia) | 39                |
| Canadian Hot 100                 | 21                |
| Danish Singles Chart             | 32                |
| Dutch Mega Single Top 100        | 54                |
| European Hot 100                 | 10                |
| French Digital Singles Chart     | 32                |
| German Singles Chart             | 16                |
| Hungarian Airplay Chart          | 6                 |
| Irish Singles Chart              | 26                |
| New Zealand Singles Chart        | 15                |
| Polish Airplay Chart             | 3                 |
| Swedish Singles Chart            | 35                |
| Swiss Singles Chart              | 8                 |
| Turkey Top 20 Chart              | 12                |
| UK Singles Chart                 | 29                |
| U.S. Billboard Hot 100           | 44                |

## Year-End Charts
| Год  | Чарт                              | Место |
| ---- | --------------------------------- | ----- |
| 2009 | Australian ARIA End of year Chart | #52   |

### Сертификации
| Страна         | Сертификация | Продажи   |
| -------------- | ------------ | --------- |
| Австралия      | Золото       | 35,000+   |
| Новая Зеландия | Золото       | 7,500+    |
| США            | Золото       | 622,683   |
| По всему миру  |              | 1,600,000 |

## История релиза
| Country        | Date            |
| -------------- | --------------- |
| Великобритания | 3 августа 2009  |
| Австралия      | 7 августа 2009  |
| Германия       | 14 августа 2009 |
| Италия         | 15 августа 2009 |
| США            | 25 августа 2009 |